# Tsuneko Furuta
Tsuneko Furuta (jap. 古田 つね子 Furuta Tsuneko; * 20. Januar 1921 in Ryūyō; † nach 1937) war eine japanische Schwimmerin.

## Karriere
Furuta nahm 1936 an den Olympischen Spielen in Berlin teil. Über 100 m Freistil wurde sie Sechste in ihrem Vorlauf. Mit der Staffel über 4 × 100 m Freistil erreichte sie Rang vier im Vorlauf. Bei japanischen Meisterschaften gewann sie 1935 und 1936 über 100 m Freistil, 1937 über 200 m Freistil Gold.